# Bandstand
Bandstand — шестой студийный альбом британской рок-группы Family, записанный в лондонской студии Olympic и выпущенный звукозаписывающими компаниями Reprise Records и United Artists в сентябре 1972 года.

## Об альбоме
Bandstand является вторым и последним альбомом группы с участием Джона Уэттона, который присоединился к Family год назад и принимал активное участи в записи предыдущего альбома Fearless. Участие Уэттона в Bandstand было существенно меньше, а сразу после окончания записи этого альбома он покинул Family, чтобы присоединиться к King Crimson. Уэттона заменил Джим Креган, с которым группа отправилась в гастрольное путешествие в США. 
Альбом достиг 183-го места в Billboard Top LPs & Tape.

## Список композиций
Слова и музыка всех песен — Джон «Чарли» Уитни и Роджер Чепмен, если не указано иное.
| №  | Название            | Автор(ы)                                       | Длительность |
| -- | ------------------- | ---------------------------------------------- | ------------ |
| 1. | «Burlesque»         |                                                | 4:04         |
| 2. | «Bolero Babe»       |                                                | 4:24         |
| 3. | «Coronation»        | Джон «Чарли» Уитни, Роджер Чепмен, Джон Уэттон | 3:49         |
| 4. | «Dark Eyes»         | Роджер Чепмен, Джон «Поли» Палмер              | 1:48         |
| 5. | «Broken Nose»       |                                                | 4:09         |
| 6. | «My Friend the Sun» |                                                | 4:20         |
| 7. | «Glove»             |                                                | 4:53         |
| 8. | «Ready to Go»       |                                                | 4:35         |
| 9. | «Top of the Hill»   |                                                | 5:41         |

## Участники записи
Family:
- Роджер Чепмен — вокал, перкуссия, саксофон (песня 2)
- Джон «Чарли» — гитары, клавишные (песня 2)
- Джон «Поли» Палмер[англ.] — клавишные, вибрафон, флейта, перкуссия, гитара (песня 4)
- Джон Уэттон — бас, бэк-вокал, гитары
- Роберт Таунсенд — ударные, перкуссия

Приглашённые музыканты:
- Линда Льюис[англ.] — бэк-вокал (песня 5)
- Дель Ньюман — струнные аранжировки